# Nordlig tiwa
Nordlig tiwa är ett puebloindianskt folk i sydvästra USA. De talar olika dialekter av nordlig tiwa, som är en varietet av tiwa, ett språk tillhörigt språkfamiljen kiowa-tanoan.
Nordlig tiwa befolkar två pueblos:
- Taos Pueblo
- Picuris Pueblo